# Juan Camilo Ferrand
Juan Camilo Ferrand (Bogotá, 1976) es un escritor, guionista y libretista de Televisión colombiano.

## Biografía
Juan Camilo Ferrand estudió Comunicación social y Periodismo en la Universidad de La Sabana e inició su carrera profesional en el año 1999 en el canal recién inaugurado canal de Caracol Televisión. Fue el comienzo de una relación laboral que duró cinco años, tiempo durante el cual ejerció cargos directivos en las áreas de Emisión, Internet y Proyectos hasta llegar a desempeñarse como Productor General y Libretista. En el 2003 se vinculó a la cadena hispana Telemundo en Estados Unidos, donde colaboró con productores y escritores en varias telenovelas y seriados. Durante este tiempo también realizó estudios de Guion Cinematográfico en la Universidad de California. El regreso a Colombia se dio para ser el Guionista de la exitosa serie El Cartel. Después de ahí su carrera se disparó y escribió series como Las Muñecas de la Mafia, La Diosa Coronada, RPM Miami, Pasión Prohibida y la muy aclamada Pablo Escobar, El Patrón del Mal. Ferrand ha trabajado para varios canales y productoras de Latinoamérica y ha sido galardonado dos veces con el Premio India Catalina a mejor libretista. Es uno de los escritores de televisión más destacados de América Latina.

## Guionista

### Telenovelas

#### Historia original
- El Rey del Valle (2018)
- La bella y las bestias (2017)
- La fiscal de hierro (2017) Junto con Andrés López López
- El Capitán (2014) Basada en la vida de Carlos Camacho Espíritu
- La diosa coronada (2010) Basada en la vida de Angie Sanclemente Valencia

#### Adaptaciones
- Pasión prohibida (2013) Original de Halit Ziya Uşaklıgil, Ece Yörenç y Melek Gençoğlu
- Escobar, el patrón del mal (2012) Original de Alonso Salazar, Juana Uribe y Camilo Cano

#### Editor Literario
- La ley del silencio (2005) Escrita por Juana Uribe

### Series
- RPM Miami (2011)
- El cartel, segunda temporada (2010)
- Las muñecas de la mafia (2009)
- El cartel (2008)
- Decisiones (2005/06)

## Premios y nominaciones

### Premios Tvynovelas
| Año  | Categoría        | Telenovela O Serie         | Resultado |
| ---- | ---------------- | -------------------------- | --------- |
| 2013 | Mejor Serie      | Escobar, el patrón del mal | Ganador   |
| 2011 | Mejor Serie      | El Cartel 2                | Nominada  |
| 2010 | Mejor Serie      | Las muñecas de la mafia    | Nominado  |
| 2010 | Mejor Libretista | Las muñecas de la mafia    | Nominado  |
| 2009 | Mejor Serie      | El Cartel                  | Ganador   |
| 2009 | Mejor Libretista | El Cartel                  | Nominado  |

### Premios India Catalina
| Año  | Categoría                                                          | Telenovela o Serie         | Resultado |
| ---- | ------------------------------------------------------------------ | -------------------------- | --------- |
| 2013 | Mejor Serie                                                        | Escobar, el patrón del mal | Ganadora  |
| 2013 | Mejor adaptación de obra literaria o guion para telenovela o serie | Escobar, el patrón del mal | Ganador   |
| 2010 | Mejor Serie                                                        | Las muñecas de la mafia    | Nominado  |
| 2010 | Mejor Libretista                                                   | Las muñecas de la mafia    | Nominado  |
| 2009 | Mejor Serie                                                        | El Cartel                  | Ganador   |
| 2009 | Mejor Libretista                                                   | El Cartel                  | Ganador   |

### Otros premios
- C21 International Format Awards: Mejor Libreto para una Serie de Televisión, por El Cartel I